# Kirchdorf, Oberbayern
Kirchdorf är en kommun och ort i Landkreis Mühldorf am Inn i Regierungsbezirk Oberbayern i förbundslandet Bayern i Tyskland.  Kirchdorf, som för första gången nämns i ett dokument från år 790, har cirka 1 300 invånare.
Kommunen ingår i kommunalförbundet Reichertsheim tillsammans med kommunen Reichertsheim.